# Jacek Bocian
Jacek Benedykt Bocian (Kalisz, 15 settembre 1976) è un ex velocista polacco, specializzato nei 400 metri piani.
In carriera è stato campione mondiale della staffetta 4×400 metri a Siviglia 1999.

## Palmarès
| Anno | Manifestazione   | Sede        | Evento      | Risultato | Prestazione | Note                                     |
| ---- | ---------------- | ----------- | ----------- | --------- | ----------- | ---------------------------------------- |
| 1995 | Europei juniores | Nyíregyháza | 400 m piani | Argento   | 46"59       |                                          |
| 1995 | Europei juniores | Nyíregyháza | 4×400 m     | Bronzo    | 3'09"65     |                                          |
| 1997 | Europei under 23 | Turku       | 4×400 m     | Oro       | 3'03"07     |                                          |
| 1999 | Mondiali indoor  | Maebashi    | 4×400 m     | Argento   | 3'03"01     |                                          |
| 1999 | Mondiali         | Siviglia    | 4×400 m     | Oro       | 2'58"91     | Miglior prestazione personale stagionale |
| 2000 | Giochi olimpici  | Sydney      | 4×400 m     | 6º        | 3'03"22     | [ 1 ]                                    |
| 2001 | Mondiali indoor  | Maebashi    | 4×400 m     | Oro       | 3'04"47     |                                          |
| 2001 | Mondiali         | Edmonton    | 4×400 m     | Bronzo    | 2'59"71     | [ 1 ]                                    |